# Marockos flagga
Marockos flagga (ar. المملكة المغربية) är röd med ett grönt flätat pentagram i mitten. Flaggan antogs av Marocko den 17 november 1915 och har proportionerna 2:3.

## Symbolik
Rött har använts under lång tid som en symbol för makten i Marocko, och markerar kungafamiljens släktskap med profeten Muhammed via den fjärde kalifen Alis hustru Fatima som även var Muhammeds dotter. Den regerande Alaouitedynastin har suttit vid makten sedan 1666. Den röda färgen anknyter också till de arabiska flaggor som använts av härskarna kring Röda havet, se till exempel Dubais flagga och Omans flagga. Grönt är traditionellt islams färg.
Det gröna emblemet i mitten är en femuddig variant av Salomons sigill, en symbol som har använts som ockult kraftsymbol i tusentals år av många olika kulturer. I Babylonien på 2000-talet f.Kr. representerade den gudinnan Istar, som muslimerna senare assimilerade till profetens dotter Fatima. På Marockos flagga representerar pentagrammet länken mellan Gud och nationen. Islam är den officiella religionen i Marocko och kungen, som anses vara profetens ättling, har titeln De rättrognas härförare. De fem uddarna kan också tolkas som symboler för islams fem pelare.

## Historik
De första marockanska flaggorna var vita silkestyger som fungerade som igenkänningstecken i strid, ibland med inskriptioner ur Koranen. Almoraviderna institutionaliserade användandet av militära flaggor på 1000-talet, och den vita flaggan kom allt mer att fungera som en symbol för staten. På 1100-talet utmanades almoravidernas maktställning av den mycket ortodoxa sekten almohaderna, vars schackrutiga flagga användes som symbol i Marocko fram till 1800-talets slut.
Flaggan blev helröd när alaouitedynastin kom till makten 1666 efter en lång period av oroligheter. En stjärna infördes i mitten av flaggan när Marocko blev ett franskt protektorat, för att särskilja flaggan från andra helröda flaggor. Ursprungligen hade stjärnan sex uddar (som i davidsstjärnan) men på förslag från general Hubert Lyautey ändrades symbolen till ett pentagram 1915 för att tydligare understryka de islamska kopplingarna.
Före självständigheten fick flaggan bara användas som nationsflagga i den franska zonen, och som nations- och handelsflagga i Tanger. Den fick inte användas alls i den spanska zonen. Efter självständigheten behölls den som nationsflagga till lands, och användes även i vissa fall som örlogs- och handelsflagga till havs. I början av 1990-talet infördes nya handels- och örlogsflaggor.

### Tidigare flaggor

Den helröda flagga som användes från 1600-talet till 1916.
Spanska Marockos flagga 1912 - 1956.
Flaggan som användes i republiken Rif, som 1921–1926 var självständigt från Spanska Marocko.